# L'almirall: mar de foc
L'almirall: mar de foc (títol original en coreà, 명량; transcrit com a Myeongryang) és una pel·lícula d' acció i guerra èpica de Corea del Sud del 2014 dirigida i coescrita per Kim Han-min. Basada en la històrica batalla de Myeongnyang, és protagonitzat per un repartiment coral encapçalat per Choi Min-sik com el comandant naval coreà Yi Sun-sin. La pel·lícula es va estrenar als cinemes a Corea del Sud el 30 de juliol de 2014. S'ha doblat i subtitulat al català.
La pel·lícula va registrar 10 milions d'espectadors en dotze dies després de la seva estrena i va establir un rècord a Corea del Sud per aconseguir un nombre tan elevat d'espectadors en el menor període. La pel·lícula també va superar el rècord d'Avatar de 13 milions d'espectadors i es va convertir en la pel·lícula més vista i més taquillera de tots els temps a Corea del Sud amb 17,6 milions d'entrades i una recaptació mundial de 138,3 milions de dòlars.